# Bahnstrecke Halle–Cottbus
| |                                                |                                                                                      |                                                                                      |
| Streckennummer (DB): | 6345                                           |                                                                                      |                                                                                      |
| Kursbuchstrecke (DB): | 209.43, 215, 219, 228                          |                                                                                      |                                                                                      |
| Kursbuchstrecke: | 153 (1934) 178 (1946)                          |                                                                                      |                                                                                      |
| Streckenlänge: | 174,311 km                                     |                                                                                      |                                                                                      |
| Spurweite: | 1435 mm (Normalspur)                           |                                                                                      |                                                                                      |
| Streckenklasse: | D4                                             |                                                                                      |                                                                                      |
| Stromsystem: | 15 kV, 16,7 Hz ~                               |                                                                                      |                                                                                      |
| Streckengeschwindigkeit: | 120 km/h                                       |                                                                                      |                                                                                      |
| Zweigleisigkeit: | Abzw Peißen–Torgau Üst Torgau (Et)–Cottbus Hbf |                                                                                      |                                                                                      |
| |                                                |                                                                                      |                                                                                      |
| \| \| \| von Leipzig Hbf \| \| \| \| \| von Bebra und von Hann Münden \| \| \| \| \| von Halle Thüringer Bf \| \| \| \| −0,311 \| Halle (Saale) Hbf \| Halle (Saale) Hbf \| \| \| \| nach Halle (Saale) Gbf über Halle (Saale) Steintorbf \| \| \| \| 2,013 \| Halle (Saale) Gbf \| Halle (Saale) Gbf \| \| \| \| nach Halle (Saale) Abzw Ab und nach Abzw Peißen \| \| \| \| \| nach Magdeburg Hbf und nach Vienenburg \| \| \| \| \| nach Berlin Anhalter Bf \| \| \| \| \| Halle–Vienenburg \| \| \| \| 2,846 \| Halle (Saale) Betriebsbahnhof As \| Halle (Saale) Betriebsbahnhof As \| \| \| \| Magdeburg–Leipzig \| \| \| \| 4,950 \| Peißen Wasserstation \| Peißen Wasserstation \| \| \| \| Berlin–Halle \| \| \| \| \| Gütergleis von Halle (Saale) Gbf \| \| \| \| 6,576 \| Peißen (Abzw und Hp, ehem. Bf) \| Peißen (Abzw und Hp, ehem. Bf) \| \| \| \| \| \| \| \| 7,870 \| Awanst Peißen Queis Industriebahn Halle-Queis \| Awanst Peißen Queis Industriebahn Halle-Queis \| \| \| \| \| \| \| \| \| Strategische Bahn von Hohenthurm \| \| \| \| \| Abzw Zwebendorf \| \| \| \| 11,810 \| Reußen \| Reußen \| \| \| 14,421 \| Landsberg (b Halle/Saale) Süd früher Gollma \| Landsberg (b Halle/Saale) Süd früher Gollma \| \| \| \| Landesgrenze Sachsen-Anhalt / Sachsen \| \| \| \| 18,374 \| Klitschmar früher Klitzschmar (Bk und Hp, ehem. Bf) \| Klitschmar früher Klitzschmar (Bk und Hp, ehem. Bf) \| \| \| 18,400 \| Anst ARS Altmann \| Anst ARS Altmann \| \| \| 20,992 \| Kyhna früher Groß Kyhna \| Kyhna früher Groß Kyhna \| \| \| 22,790 \| Delitzsch Südwest \| Delitzsch Südwest \| \| \| \| Delitzscher Kleinbahn \| \| \| \| \| zur Delitzscher Kleinbahn \| \| \| \| 25,500 \| Delitzsch Gbf \| Delitzsch Gbf \| \| \| \| nach Leipzig und Bitterfeld \| \| \| \| 26,818 \| Delitzsch ob Bf früher Delitzsch H. S. G. (ehem. Bf) \| Delitzsch ob Bf früher Delitzsch H. S. G. (ehem. Bf) \| \| \| \| Leipzig–Bitterfeld \| \| \| \| 32,665 \| Hohenroda (ehem. Bf) \| Hohenroda (ehem. Bf) \| \| \| \| zur Delitzscher Kleinbahn \| \| \| \| 35,585 \| Krensitz früher Crensitz \| Krensitz früher Crensitz \| \| \| 41,347 \| Kämmereiforst \| Kämmereiforst \| \| \| \| Anst BayWa AG \| \| \| \| 44,200 \| nach Mörtitz (Strategische Bahn) \| nach Mörtitz (Strategische Bahn) \| \| \| 44,520 \| Bk Cospa \| Bk Cospa \| \| \| 44,823 \| Awanst Schanzberg \| Awanst Schanzberg \| \| \| \| von Leipzig \| \| \| \| \| Mühlgrabenbrücke \| \| \| \| 49,275 \| Eilenburg \| Eilenburg \| \| \| \| nach Pretzsch \| \| \| \| \| Muldebrücke Eilenburg (276 m) \| \| \| \| \| nach Wurzen \| \| \| \| \| Staatsstraße 11 \| \| \| \| 51,784 \| Eilenburg Ost Bk Hp früher Kültzschau \| Eilenburg Ost Bk Hp früher Kültzschau \| \| \| 58,058 \| Doberschütz (Bk, Awanst und Hp, ehem. Bf) \| Doberschütz (Bk, Awanst und Hp, ehem. Bf) \| \| \| \| nach Röcknitz \| \| \| \| \| Anst Bundeswehrdepot \| \| \| \| \| von Gneisenaustadt Schildau \| \| \| \| 63,458 \| Mockrehna \| Mockrehna \| \| \| 69,736 \| Bk Klitzschen (bis 2003 Hp, ehem. Bf) \| Bk Klitzschen (bis 2003 Hp, ehem. Bf) \| \| \| \| von Belgern \| \| \| \| 77,016 \| Torgau \| Torgau \| \| \| \| nach Pratau \| \| \| \| 78,390 \| Elbebrücke Torgau (345 m) \| Elbebrücke Torgau (345 m) \| \| \| 78,70 \| Üst Torgau (Et) (Bft) \| Üst Torgau (Et) (Bft) \| \| \| 82,291 \| Beilrode früher Zschackau (Bk und Hp, ehem. Bf) \| Beilrode früher Zschackau (Bk und Hp, ehem. Bf) \| \| \| \| Landesgrenze Sachsen / Brandenburg \| \| \| \| 88,488 \| Rehfeld (b Falkenberg/Elster) früher Rehfeld b Torgau \| Rehfeld (b Falkenberg/Elster) früher Rehfeld b Torgau \| \| \| \| \| \| \| \| 95,070 \| Falkenberg (Elster) früher Falkenberg b Torgau (Röderau–Jüterbog / Węgliniec–Roßlau) \| Falkenberg (Elster) früher Falkenberg b Torgau (Röderau–Jüterbog / Węgliniec–Roßlau) \| \| \| \| \| \| \| \| 95,361 \| Falkenberg (Elster) ob Bf Stw W 2 \| Falkenberg (Elster) ob Bf Stw W 2 \| \| \| \| Verbindungsbahn nach Bft Falkenberg (Elster) unt Bf Stw W 17 \| \| \| \| \| Verbindungsbahn von Bft Falkenberg (Elster) unt Bf Pbf/Stw B 20 \| \| \| \| 96,300 \| Falkenberg (Elster) ob Bf \| Falkenberg (Elster) ob Bf \| \| \| \| Verbindungsbahn von Bft Falkenberg (Elster) unt Bf Stw W 15 \| \| \| \| 98,510 \| Uebigau \| Uebigau \| \| \| \| Schwarze Elster \| \| \| \| 102,970 \| Beutersitz \| Beutersitz \| \| \| 108,879 \| Tröbitz \| Tröbitz \| \| \| 110,542 \| Schönborn (b Doberlug) früher Schönborn b Dobrilugk (ehem. Bf) \| Schönborn (b Doberlug) früher Schönborn b Dobrilugk (ehem. Bf) \| \| \| 114,400 \| Bk Schönborn Forst \| Bk Schönborn Forst \| \| \| \| Kleine Elster \| \| \| \| \| Gewerbegebiet (ehem. Lausitzkaserne) \| \| \| \| \| Verbindungsbahn nach Doberlug-Kirchhain ob Bf \| \| \| \| \| \| \| \| \| 117,546 \| Doberlug-Kirchhain unt Bf früher Dobrilugk-Kirchhain (Berlin–Dresden) \| Doberlug-Kirchhain unt Bf früher Dobrilugk-Kirchhain (Berlin–Dresden) \| \| \| \| \| \| \| \| \| Verbindungsbahn von Abzw Doberlug-Kirchhain Nord \| \| \| \| 120,580 \| Abzw Hennersdorf West \| Abzw Hennersdorf West \| \| \| 122,200 \| Hennersdorf \| Hennersdorf \| \| \| \| von Luckau \| \| \| \| 128,027 \| Finsterwalde (Niederlausitz) \| Finsterwalde (Niederlausitz) \| \| \| \| nach Senftenberg \| \| \| \| 135,032 \| Abzw Lindthal \| Abzw Lindthal \| \| \| \| nach Großräschen \| \| \| \| 138,400 \| Bk Rehain \| Bk Rehain \| \| \| 142,164 \| Gollmitz (Niederlausitz) \| Gollmitz (Niederlausitz) \| \| \| 147,900 \| Cabel \| Cabel \| \| \| \| von Kamenz (Sachs) \| \| \| \| 149,976 \| Calau (Niederlausitz) \| Calau (Niederlausitz) \| \| \| \| nach Lübbenau (Spreew) \| \| \| \| 155,100 \| Bk Jehschen \| Bk Jehschen \| \| \| 160,428 \| Eichow \| Eichow \| \| \| 165,400 \| Bk Glinzig \| Bk Glinzig \| \| \| 168,268 \| Kolkwitz Süd (ehem. Bf) \| Kolkwitz Süd (ehem. Bf) \| \| \| \| von Berlin \| \| \| \| \| von Großenhain \| \| \| \| 174,000 \| Cottbus Hbf \| Cottbus Hbf \| \| \| \| nach Görlitz \| \| \| \| \| \| \| \| \| \| nach Forst (Lausitz), nach Frankfurt (Oder), nach Guben \| \| |                                                |                                                                                      |                                                                                      |
| Strecke |                                                | von Leipzig Hbf                                                                      | von Leipzig Hbf                                                                      |
| Abzweig geradeaus und von links |                                                | von Bebra und von Hann Münden                                                        | von Bebra und von Hann Münden                                                        |
| Abzweig geradeaus und ehemals von links |                                                | von Halle Thüringer Bf                                                               | von Halle Thüringer Bf                                                               |
| Bahnhof | −0,311                                         | Halle (Saale) Hbf                                                                    | Halle (Saale) Hbf                                                                    |
| Abzweig geradeaus und nach links |                                                | nach Halle (Saale) Gbf über Halle (Saale) Steintorbf                                 | nach Halle (Saale) Gbf über Halle (Saale) Steintorbf                                 |
| Dienststation / Betriebs- oder Güterbahnhof | 2,013                                          | Halle (Saale) Gbf                                                                    | Halle (Saale) Gbf                                                                    |
| Abzweig geradeaus und nach rechts |                                                | nach Halle (Saale) Abzw Ab und nach Abzw Peißen                                      | nach Halle (Saale) Abzw Ab und nach Abzw Peißen                                      |
| Abzweig geradeaus und nach rechts |                                                | nach Magdeburg Hbf und nach Vienenburg                                               | nach Magdeburg Hbf und nach Vienenburg                                               |
| Abzweig geradeaus und nach rechts |                                                | nach Berlin Anhalter Bf                                                              | nach Berlin Anhalter Bf                                                              |
| Kreuzung geradeaus unten |                                                | Halle–Vienenburg                                                                     | Halle–Vienenburg                                                                     |
| ehemaliger Dienststation / Betriebs- oder Güterbahnhof | 2,846                                          | Halle (Saale) Betriebsbahnhof As                                                     | Halle (Saale) Betriebsbahnhof As                                                     |
| Kreuzung geradeaus oben |                                                | Magdeburg–Leipzig                                                                    | Magdeburg–Leipzig                                                                    |
| ehemaliger Dienststation / Betriebs- oder Güterbahnhof | 4,950                                          | Peißen Wasserstation                                                                 | Peißen Wasserstation                                                                 |
| Kreuzung geradeaus unten |                                                | Berlin–Halle                                                                         | Berlin–Halle                                                                         |
| Abzweig geradeaus und von rechts |                                                | Gütergleis von Halle (Saale) Gbf                                                     | Gütergleis von Halle (Saale) Gbf                                                     |
| Haltepunkt / Haltestelle | 6,576                                          | Peißen (Abzw und Hp, ehem. Bf)                                                       | Peißen (Abzw und Hp, ehem. Bf)                                                       |
| |                                                |                                                                                      |                                                                                      |
| Abzweig geradeaus und nach rechts | 7,870                                          | Awanst Peißen Queis Industriebahn Halle-Queis                                        | Awanst Peißen Queis Industriebahn Halle-Queis                                        |
| |                                                |                                                                                      |                                                                                      |
| Abzweig geradeaus und ehemals von links |                                                | Strategische Bahn von Hohenthurm                                                     | Strategische Bahn von Hohenthurm                                                     |
| ehemalige Blockstelle |                                                | Abzw Zwebendorf                                                                      | Abzw Zwebendorf                                                                      |
| Bahnhof | 11,810                                         | Reußen                                                                               | Reußen                                                                               |
| Haltepunkt / Haltestelle | 14,421                                         | Landsberg (b Halle/Saale) Süd früher Gollma                                          | Landsberg (b Halle/Saale) Süd früher Gollma                                          |
| Grenze |                                                | Landesgrenze Sachsen-Anhalt / Sachsen                                                | Landesgrenze Sachsen-Anhalt / Sachsen                                                |
| Haltepunkt / Haltestelle | 18,374                                         | Klitschmar früher Klitzschmar (Bk und Hp, ehem. Bf)                                  | Klitschmar früher Klitzschmar (Bk und Hp, ehem. Bf)                                  |
| Abzweig geradeaus und nach links | 18,400                                         | Anst ARS Altmann                                                                     | Anst ARS Altmann                                                                     |
| Haltepunkt / Haltestelle | 20,992                                         | Kyhna früher Groß Kyhna                                                              | Kyhna früher Groß Kyhna                                                              |
| ehemaliger Dienststation / Betriebs- oder Güterbahnhof | 22,790                                         | Delitzsch Südwest                                                                    | Delitzsch Südwest                                                                    |
| Kreuzung geradeaus unten (Querstrecke außer Betrieb) |                                                | Delitzscher Kleinbahn                                                                | Delitzscher Kleinbahn                                                                |
| Abzweig geradeaus und ehemals von links |                                                | zur Delitzscher Kleinbahn                                                            | zur Delitzscher Kleinbahn                                                            |
| Dienststation / Betriebs- oder Güterbahnhof | 25,500                                         | Delitzsch Gbf                                                                        | Delitzsch Gbf                                                                        |
| Abzweig geradeaus, nach links und nach rechts |                                                | nach Leipzig und Bitterfeld                                                          | nach Leipzig und Bitterfeld                                                          |
| Haltepunkt / Haltestelle | 26,818                                         | Delitzsch ob Bf früher Delitzsch H. S. G. (ehem. Bf)                                 | Delitzsch ob Bf früher Delitzsch H. S. G. (ehem. Bf)                                 |
| Kreuzung geradeaus oben |                                                | Leipzig–Bitterfeld                                                                   | Leipzig–Bitterfeld                                                                   |
| Haltepunkt / Haltestelle | 32,665                                         | Hohenroda (ehem. Bf)                                                                 | Hohenroda (ehem. Bf)                                                                 |
| Abzweig geradeaus und ehemals nach rechts |                                                | zur Delitzscher Kleinbahn                                                            | zur Delitzscher Kleinbahn                                                            |
| Bahnhof | 35,585                                         | Krensitz früher Crensitz                                                             | Krensitz früher Crensitz                                                             |
| Bahnhof | 41,347                                         | Kämmereiforst                                                                        | Kämmereiforst                                                                        |
| Abzweig geradeaus und nach links |                                                | Anst BayWa AG                                                                        | Anst BayWa AG                                                                        |
| Abzweig geradeaus und ehemals nach links | 44,200                                         | nach Mörtitz (Strategische Bahn)                                                     | nach Mörtitz (Strategische Bahn)                                                     |
| ehemalige Blockstelle | 44,520                                         | Bk Cospa                                                                             | Bk Cospa                                                                             |
| Abzweig geradeaus und von links | 44,823                                         | Awanst Schanzberg                                                                    | Awanst Schanzberg                                                                    |
| Abzweig geradeaus und von rechts |                                                | von Leipzig                                                                          | von Leipzig                                                                          |
| Brücke über Wasserlauf |                                                | Mühlgrabenbrücke                                                                     | Mühlgrabenbrücke                                                                     |
| Bahnhof | 49,275                                         | Eilenburg                                                                            | Eilenburg                                                                            |
| Abzweig geradeaus und nach links |                                                | nach Pretzsch                                                                        | nach Pretzsch                                                                        |
| Brücke über Wasserlauf |                                                | Muldebrücke Eilenburg (276 m)                                                        | Muldebrücke Eilenburg (276 m)                                                        |
| Abzweig geradeaus und nach rechts |                                                | nach Wurzen                                                                          | nach Wurzen                                                                          |
| Strecke mit Straßenbrücke |                                                | Staatsstraße 11                                                                      | Staatsstraße 11                                                                      |
| Haltepunkt / Haltestelle | 51,784                                         | Eilenburg Ost Bk Hp früher Kültzschau                                                | Eilenburg Ost Bk Hp früher Kültzschau                                                |
| Haltepunkt / Haltestelle | 58,058                                         | Doberschütz (Bk, Awanst und Hp, ehem. Bf)                                            | Doberschütz (Bk, Awanst und Hp, ehem. Bf)                                            |
| Abzweig geradeaus und ehemals nach rechts |                                                | nach Röcknitz                                                                        | nach Röcknitz                                                                        |
| Abzweig geradeaus und ehemals nach rechts |                                                | Anst Bundeswehrdepot                                                                 | Anst Bundeswehrdepot                                                                 |
| Abzweig geradeaus und ehemals von rechts |                                                | von Gneisenaustadt Schildau                                                          | von Gneisenaustadt Schildau                                                          |
| Bahnhof | 63,458                                         | Mockrehna                                                                            | Mockrehna                                                                            |
| Blockstelle | 69,736                                         | Bk Klitzschen (bis 2003 Hp, ehem. Bf)                                                | Bk Klitzschen (bis 2003 Hp, ehem. Bf)                                                |
| Abzweig geradeaus und ehemals von rechts |                                                | von Belgern                                                                          | von Belgern                                                                          |
| Bahnhof | 77,016                                         | Torgau                                                                               | Torgau                                                                               |
| Abzweig geradeaus und ehemals nach links |                                                | nach Pratau                                                                          | nach Pratau                                                                          |
| Brücke über Wasserlauf | 78,390                                         | Elbebrücke Torgau (345 m)                                                            | Elbebrücke Torgau (345 m)                                                            |
| Blockstelle | 78,70                                          | Üst Torgau (Et) (Bft)                                                                | Üst Torgau (Et) (Bft)                                                                |
| Haltepunkt / Haltestelle | 82,291                                         | Beilrode früher Zschackau (Bk und Hp, ehem. Bf)                                      | Beilrode früher Zschackau (Bk und Hp, ehem. Bf)                                      |
| Grenze |                                                | Landesgrenze Sachsen / Brandenburg                                                   | Landesgrenze Sachsen / Brandenburg                                                   |
| Bahnhof | 88,488                                         | Rehfeld (b Falkenberg/Elster) früher Rehfeld b Torgau                                | Rehfeld (b Falkenberg/Elster) früher Rehfeld b Torgau                                |
| |                                                |                                                                                      |                                                                                      |
| Turmbahnhof geradeaus oben | 95,070                                         | Falkenberg (Elster) früher Falkenberg b Torgau (Röderau–Jüterbog / Węgliniec–Roßlau) | Falkenberg (Elster) früher Falkenberg b Torgau (Röderau–Jüterbog / Węgliniec–Roßlau) |
| |                                                |                                                                                      |                                                                                      |
| Blockstelle | 95,361                                         | Falkenberg (Elster) ob Bf Stw W 2                                                    | Falkenberg (Elster) ob Bf Stw W 2                                                    |
| Abzweig geradeaus und nach rechts |                                                | Verbindungsbahn nach Bft Falkenberg (Elster) unt Bf Stw W 17                         | Verbindungsbahn nach Bft Falkenberg (Elster) unt Bf Stw W 17                         |
| Abzweig geradeaus und von links |                                                | Verbindungsbahn von Bft Falkenberg (Elster) unt Bf Pbf/Stw B 20                      | Verbindungsbahn von Bft Falkenberg (Elster) unt Bf Pbf/Stw B 20                      |
| Dienststation / Betriebs- oder Güterbahnhof | 96,300                                         | Falkenberg (Elster) ob Bf                                                            | Falkenberg (Elster) ob Bf                                                            |
| Abzweig geradeaus und von rechts |                                                | Verbindungsbahn von Bft Falkenberg (Elster) unt Bf Stw W 15                          | Verbindungsbahn von Bft Falkenberg (Elster) unt Bf Stw W 15                          |
| Haltepunkt / Haltestelle | 98,510                                         | Uebigau                                                                              | Uebigau                                                                              |
| Brücke über Wasserlauf |                                                | Schwarze Elster                                                                      | Schwarze Elster                                                                      |
| Bahnhof | 102,970                                        | Beutersitz                                                                           | Beutersitz                                                                           |
| Dienststation / Betriebs- oder Güterbahnhof | 108,879                                        | Tröbitz                                                                              | Tröbitz                                                                              |
| Haltepunkt / Haltestelle | 110,542                                        | Schönborn (b Doberlug) früher Schönborn b Dobrilugk (ehem. Bf)                       | Schönborn (b Doberlug) früher Schönborn b Dobrilugk (ehem. Bf)                       |
| ehemalige Blockstelle | 114,400                                        | Bk Schönborn Forst                                                                   | Bk Schönborn Forst                                                                   |
| Brücke über Wasserlauf |                                                | Kleine Elster                                                                        | Kleine Elster                                                                        |
| Abzweig geradeaus und von links |                                                | Gewerbegebiet (ehem. Lausitzkaserne)                                                 | Gewerbegebiet (ehem. Lausitzkaserne)                                                 |
| Abzweig geradeaus und nach links |                                                | Verbindungsbahn nach Doberlug-Kirchhain ob Bf                                        | Verbindungsbahn nach Doberlug-Kirchhain ob Bf                                        |
| |                                                |                                                                                      |                                                                                      |
| Turmbahnhof geradeaus unten | 117,546                                        | Doberlug-Kirchhain unt Bf früher Dobrilugk-Kirchhain (Berlin–Dresden)                | Doberlug-Kirchhain unt Bf früher Dobrilugk-Kirchhain (Berlin–Dresden)                |
| |                                                |                                                                                      |                                                                                      |
| Abzweig geradeaus und von links |                                                | Verbindungsbahn von Abzw Doberlug-Kirchhain Nord                                     | Verbindungsbahn von Abzw Doberlug-Kirchhain Nord                                     |
| Blockstelle | 120,580                                        | Abzw Hennersdorf West                                                                | Abzw Hennersdorf West                                                                |
| ehemaliger Dienststation / Betriebs- oder Güterbahnhof | 122,200                                        | Hennersdorf                                                                          | Hennersdorf                                                                          |
| Abzweig geradeaus und ehemals von links |                                                | von Luckau                                                                           | von Luckau                                                                           |
| Bahnhof | 128,027                                        | Finsterwalde (Niederlausitz)                                                         | Finsterwalde (Niederlausitz)                                                         |
| Abzweig geradeaus und nach rechts |                                                | nach Senftenberg                                                                     | nach Senftenberg                                                                     |
| Blockstelle | 135,032                                        | Abzw Lindthal                                                                        | Abzw Lindthal                                                                        |
| Abzweig geradeaus und nach rechts |                                                | nach Großräschen                                                                     | nach Großräschen                                                                     |
| ehemalige Blockstelle | 138,400                                        | Bk Rehain                                                                            | Bk Rehain                                                                            |
| Bahnhof | 142,164                                        | Gollmitz (Niederlausitz)                                                             | Gollmitz (Niederlausitz)                                                             |
| ehemaliger Bahnhof | 147,900                                        | Cabel                                                                                | Cabel                                                                                |
| Abzweig geradeaus und von rechts |                                                | von Kamenz (Sachs)                                                                   | von Kamenz (Sachs)                                                                   |
| Bahnhof | 149,976                                        | Calau (Niederlausitz)                                                                | Calau (Niederlausitz)                                                                |
| Abzweig geradeaus und nach links |                                                | nach Lübbenau (Spreew)                                                               | nach Lübbenau (Spreew)                                                               |
| Blockstelle | 155,100                                        | Bk Jehschen                                                                          | Bk Jehschen                                                                          |
| Dienststation / Betriebs- oder Güterbahnhof | 160,428                                        | Eichow                                                                               | Eichow                                                                               |
| Blockstelle | 165,400                                        | Bk Glinzig                                                                           | Bk Glinzig                                                                           |
| Haltepunkt / Haltestelle | 168,268                                        | Kolkwitz Süd (ehem. Bf)                                                              | Kolkwitz Süd (ehem. Bf)                                                              |
| Abzweig geradeaus und von links |                                                | von Berlin                                                                           | von Berlin                                                                           |
| Abzweig geradeaus und von rechts |                                                | von Großenhain                                                                       | von Großenhain                                                                       |
| Bahnhof | 174,000                                        | Cottbus Hbf                                                                          | Cottbus Hbf                                                                          |
| Abzweig geradeaus und nach rechts |                                                | nach Görlitz                                                                         | nach Görlitz                                                                         |
| |                                                |                                                                                      |                                                                                      |
| Strecke |                                                | nach Forst (Lausitz), nach Frankfurt (Oder), nach Guben                              | nach Forst (Lausitz), nach Frankfurt (Oder), nach Guben                              |

Die Bahnstrecke Halle–Cottbus ist eine 176 Kilometer lange zweigleisige, elektrifizierte Hauptbahn, die in den Jahren 1871 und 1872 eröffnet wurde. Sie bildete die zentrale Strecke der Halle-Sorau-Gubener Eisenbahn-Gesellschaft. Heute ist sie Teil einer Verbindung von Mitteldeutschland in Richtung Polen.
Wurde die Strecke bis zur Jahrtausendwende auch von Schnellzügen befahren, spielt sie heute vorrangig eine Rolle im Regional- sowie im internationalen Güterverkehr.

## Geschichte

### Anfangszeit bis 1945

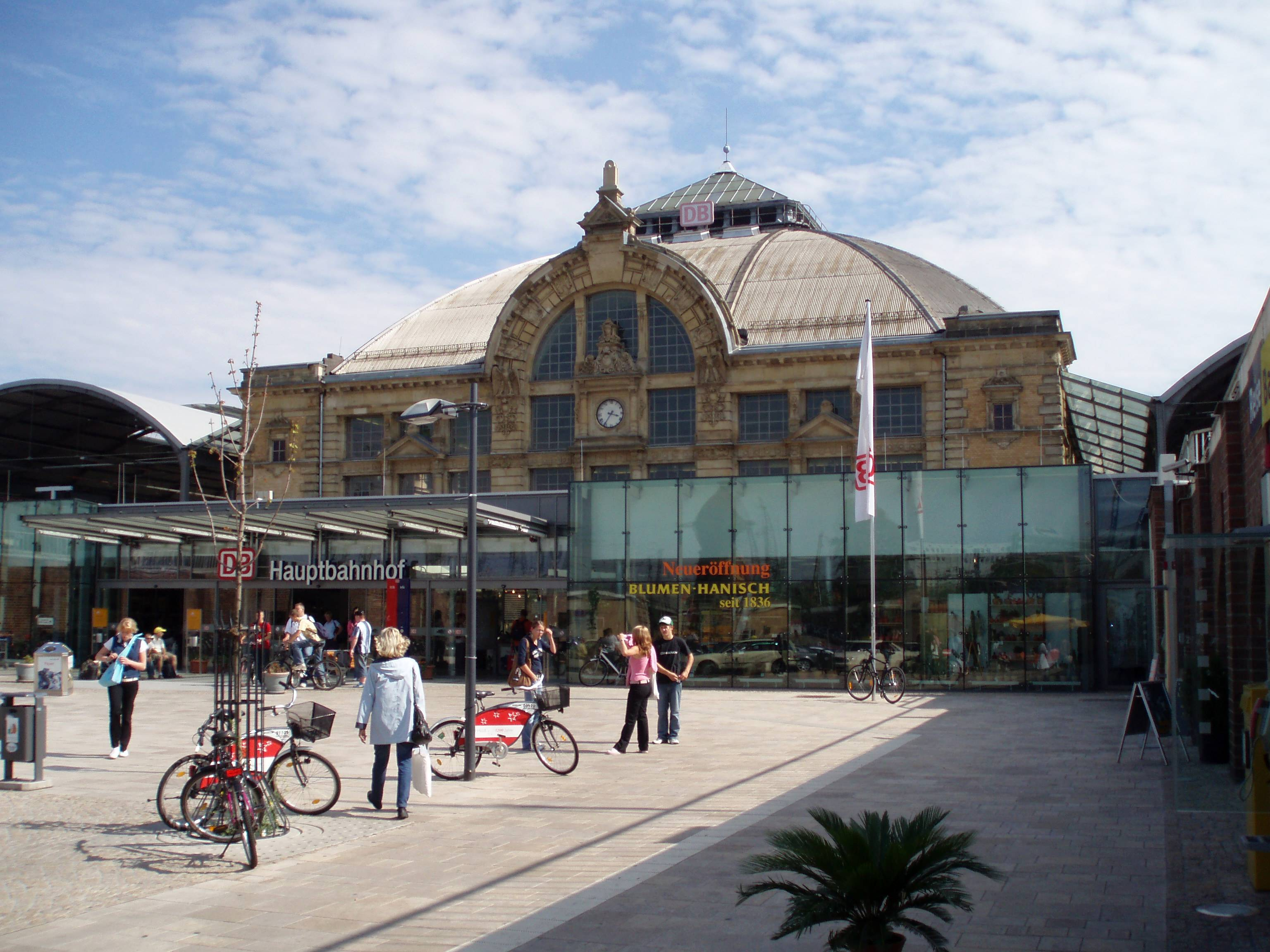
Halle (Saale) Hauptbahnhof

Am 1. Dezember 1871 eröffnete die Halle-Sorau-Gubener Eisenbahn-Gesellschaft (HSGE) den Abschnitt Cottbus–Falkenberg/Elster, nachdem bereits zuvor die östliche Verlängerung in Richtung Guben im gleichen Jahr in Betrieb ging. Ein halbes Jahr später, dem 1. Mai 1872, verkehrten die Züge über Falkenberg bis nach Eilenburg, zwei weitere Monate später, am 30. Juni 1872 ging die Strecke bis nach Halle in Betrieb. Wie viele der damaligen preußischen Privatbahnen zeichnete sich die Strecke unter anderem dadurch aus, dass es keine niveaugleichen Einfädelungen in bestehende Bahnen gab, sondern vorwiegend kreuzungsfrei gequert wurde. So existieren die beiden Turmbahnhöfe in Doberlug-Kirchhain (Kreuzung mit der Berlin-Dresdener Bahn) und in Falkenberg/Elster (Kreuzung mit Strecken der ehemaligen Berlin-Anhaltischen Eisenbahn). In Delitzsch entstand ein eigener Bahnhof unabhängig vom bestehenden an der Strecke Trebnitz–Leipzig. Am 1. November 1874 wurde in Eilenburg die Anschlussstrecke nach Leipzig eröffnet.
Bis 1911 erfolgte der zweigleisige Ausbau der Strecke. Die Strecke war bis Ende des Zweiten Weltkrieges eine wichtige Verbindung aus Mitteldeutschland nach Schlesien. Es gab eine Reihe von Kurswagenverbindungen aus Westdeutschland. Auch Leipzig wurde mit Kurswagen über Eilenburg bedient.

### Zwischen 1945 und 1990

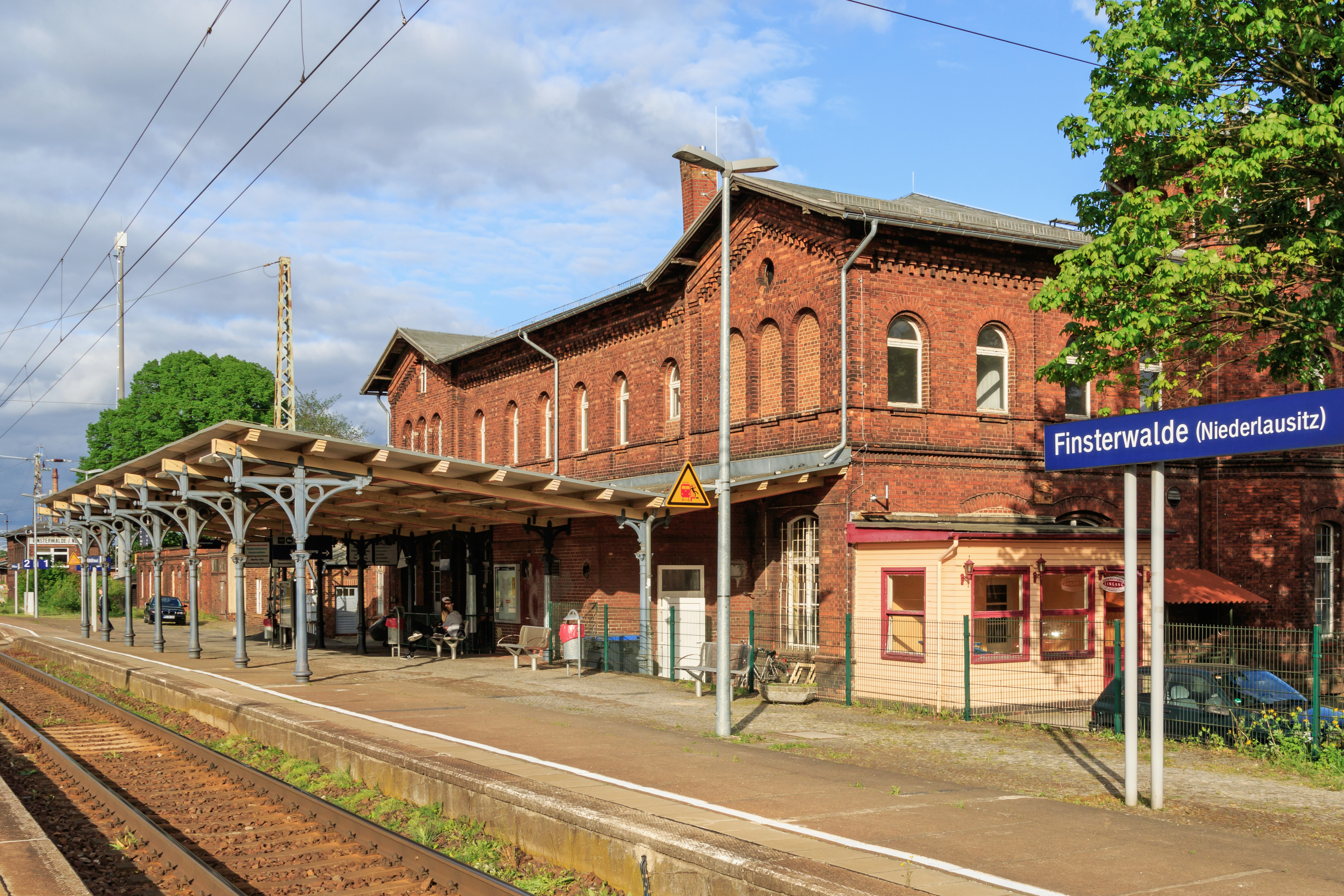
Bahnhof Finsterwalde (Niederlausitz)

Nach 1945 änderte sich die Rolle der Strecke. Durch die Oder-Neiße-Grenze nahm die Bedeutung für den Verkehr in Richtung Osten ab, dafür ergaben sich nach und nach neue Aufgaben im Personen- und Güterverkehr zu den wachsenden Industriestandorten in der Region, wie Cottbus, Guben oder Eisenhüttenstadt.
Das zweite Gleis, das nach 1945 als Reparationsleistung abgebaut worden war, wurde bereits vor 1970 beginnend von Osten her wiederaufgebaut. Der Bereich über die Torgauer Elbebrücke blieb jedoch eingleisig, das änderte sich auch beim Neubau dieser Brücke 1997 nicht. Zwischen 1984 und 1989 erfolgte in mehreren Abschnitten die Elektrifizierung der Bahn.
Der Abschnitt Cottbus–Eilenburg und weiter in Richtung Leipzig wurde bis 1990 auch von einer Reihe von Fernverkehrszügen befahren. So beispielsweise die Relationen Frankfurt (Oder)–Frankfurt (Main) und Cottbus–Erfurt. Ebenso gab es einen internationalen Schnellzug von Leipzig nach Kraków. Typische Fernzughalte waren Calau (Niederlausitz), Finsterwalde (Niederlausitz), Doberlug-Kirchhain, Falkenberg (Elster), Torgau und Eilenburg. Der Abschnitt Halle–Eilenburg diente dagegen spätestens seit 1945 vorrangig dem Regional- und Güterverkehr. Dieser war im DR-Kursbuch ab 1968 unter der Streckennummer 216 aufgeführt, während der deutlich längere Abschnitt Eilenburg–Falkenberg (Elster)–Cottbus den größten Teil der 149,2 km langen Kursbuchstrecke 210 Cottbus–Falkenberg (Elster) (–Eilenburg)–Leipzig bildete.

### Nach 1990
1992 wurde das Schnellzugangebot auf der Strecke vertaktet, die Schnellzüge verkehrten seitdem alle zwei Stunden. Die Linie wurde 1995 in eine Interregiolinie umgewandelt, die Züge verkehrten von Cottbus, Leipzig weiter über Magdeburg und Schwerin nach Lübeck. 1999 wurde jeder zweite Zug und ein Jahr später alle Züge durch Regionalexpresszüge ersetzt. 2016 wurde das zweite Gleis zwischen Halle Hauptbahnhof und Peißen abgebaut.
Durch den Ausbau des Cottbusser Hauptbahnhofes und der Einrichtung eines elektronischen Stellwerkes soll die Strecke nach Leipzig auf Geschwindigkeiten bis 160 km/h ausgebaut werden. Zudem soll die Stellwerkstechnik digital angepasst werden.

### Ausblick
Die DB Netz plant, in Peißen ein Gleis für 740 Meter lange Güterzüge anzulegen und einen neuen Bahnsteig westlich der bestehenden Personenverkehrsanlagen zu errichten. Der Bahnübergang km 6,5 soll geschlossen werden.

## Personenverkehr

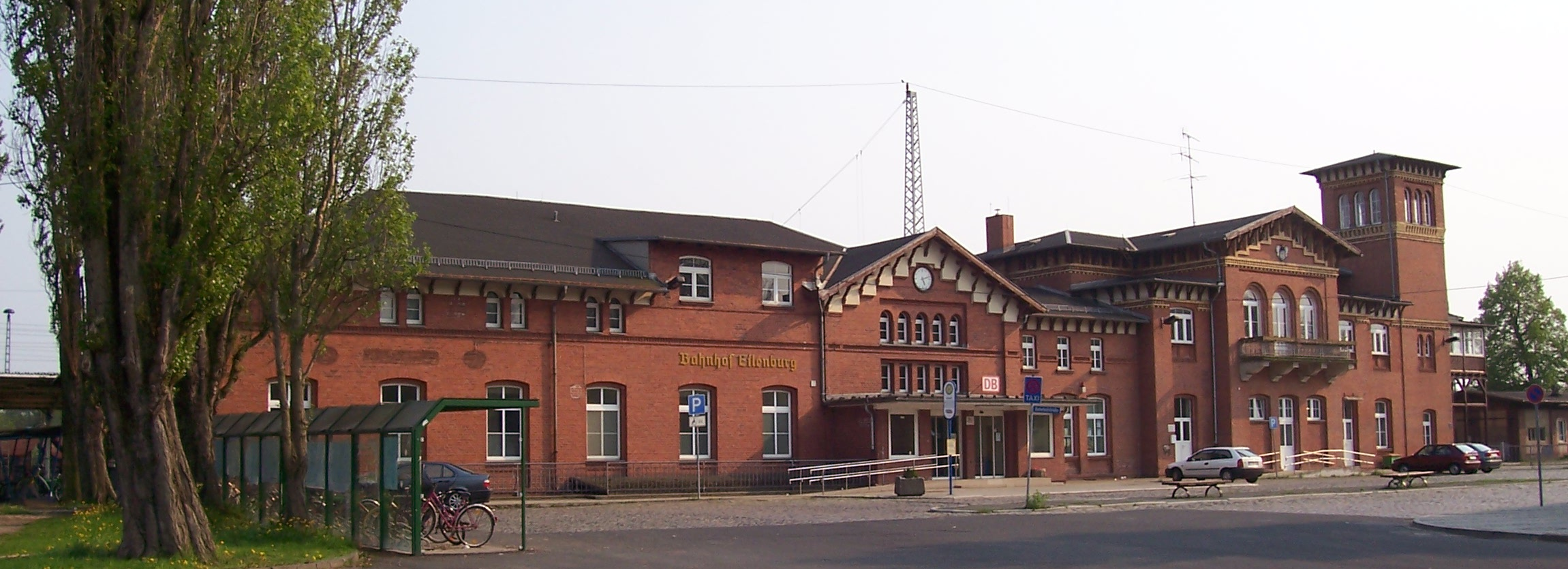
Bahnhof Eilenburg, Empfangsgebäude

Zwischen Cottbus und Eilenburg und weiter nach Leipzig verkehren Regionalexpresszüge im Zweistundentakt. Sie werden zwischen Cottbus und Falkenberg durch Regionalbahnen und zwischen Falkenberg und Eilenburg durch die S4 (Markkleeberg-Gaschwitz–Leipzig–Hoyerswerda) der S-Bahn Mitteldeutschland ergänzt, sodass sich jeweils etwa ein Stundentakt ergibt.
Zwischen Halle und Eilenburg fahren seit Dezember 2017 Züge als Linie S9 der S-Bahn Mitteldeutschland alle ein bis zwei Stunden. Zuvor wurde diese Linie als Regionalbahn (Linie 118, zuletzt 75) betrieben.

### Fahrzeugeinsatz

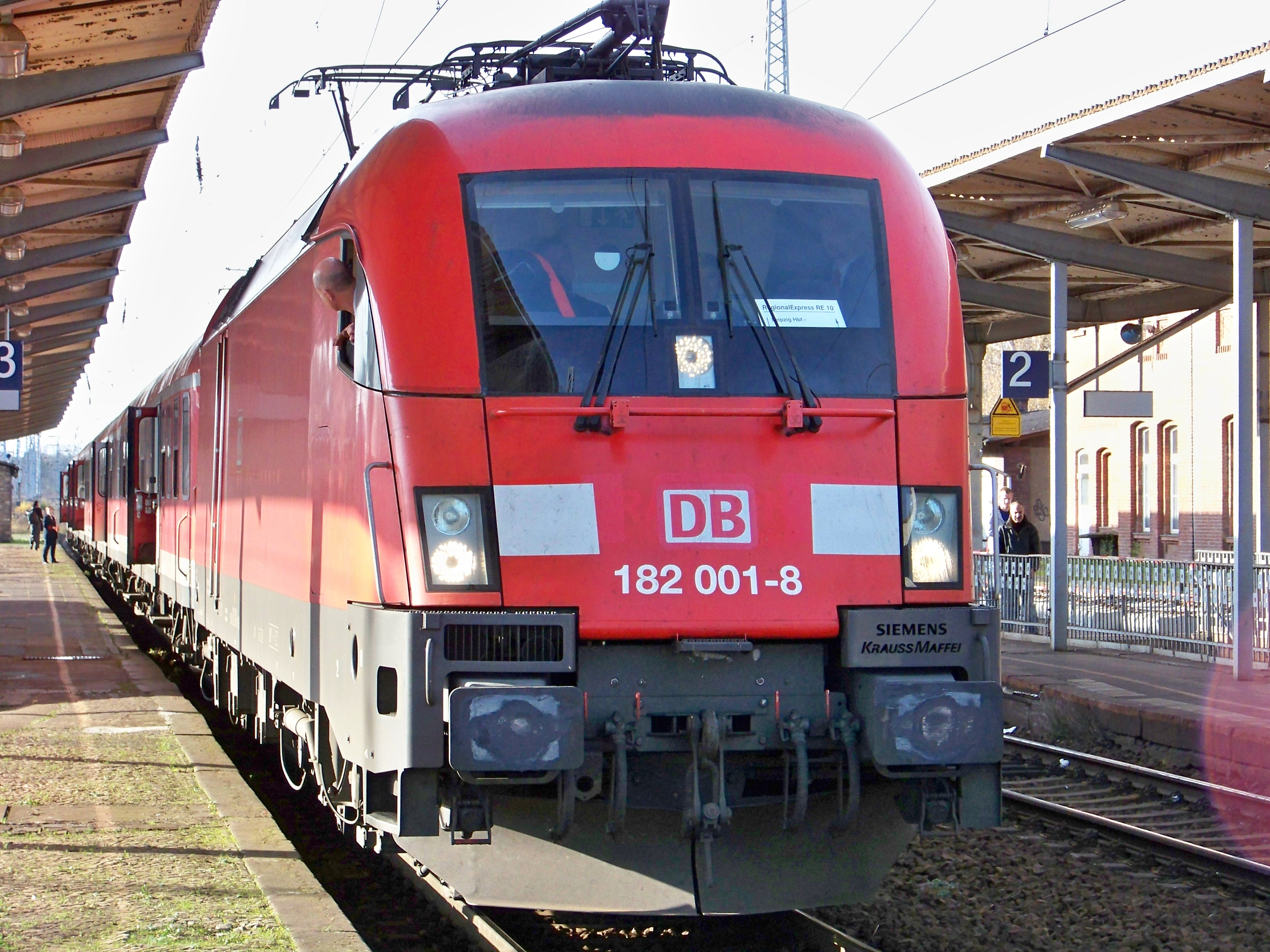
182 001 der DB mit einem RE 10 im Bahnhof Eilenburg

Für die S9 Eilenburg–Halle setzt DB Regio Südost dreiteilige Triebwagen vom Typ Bombardier Talent 2 ein. Zuvor kamen hier Regio-Shuttle und modernisierte DR-Doppelstockwendezüge mit Lokomotiven der Reihe 143 zum Einsatz.
Seit der Betriebsaufnahme der S-Bahn Mitteldeutschland verkehrt die S4 mit drei- oder vierteiligen Triebzügen Talent 2. Diese ersetzten die vorher auf der Linie RE 11 (Leipzig–Hoyerswerda) und RB 115 (Leipzig–Eilenburg Ost) eingesetzten Doppelstockwendezüge aus modernisierten DR-Wagen und Lokomotiven der Baureihe 143.
Die Züge der Linie RE 10 Leipzig–Cottbus und RE 11 Leipzig–Hoyerswerda werden standardmäßig aus je einem dreiteiligen Siemens Mireo gebildet, die in Falkenberg geflügelt bzw. vereinigt werden. Die RE-10-Züge wurden zuvor aus einem vier- und einem zweiteiligen Talent 2 gebildet. Aufgrund von Verzögerungen im Zulassungsverfahren kamen davor ersatzweise Wendezuggarnituren aus ehemaligen Interregio-Wagen (umgebaute DR-Schnellzugwagen) mit Lokomotiven der Baureihe 182 zum Einsatz.

## Güterverkehr

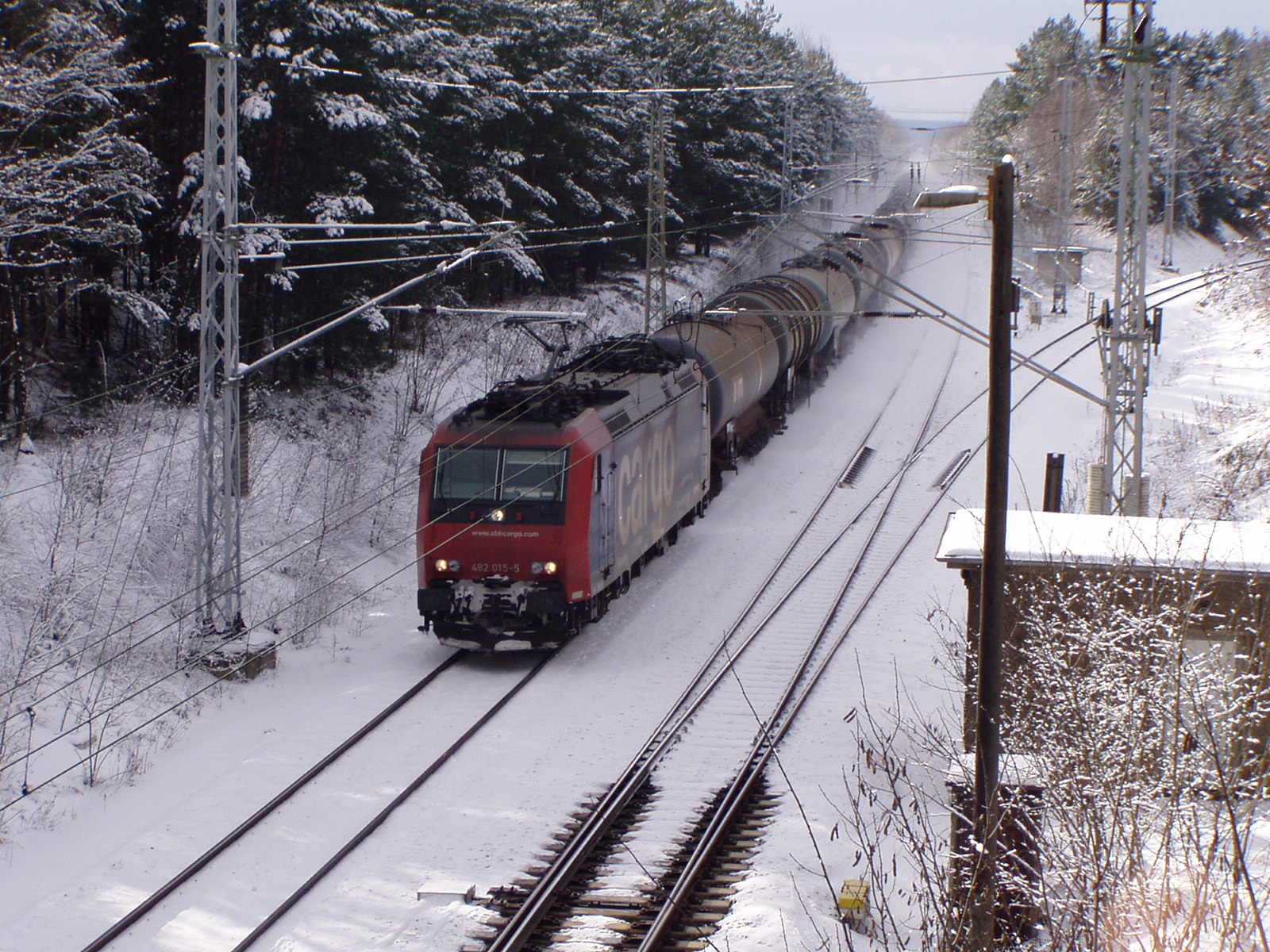
Kesselwagenganzzug mit einer Lokomotive der Reihe 482 der SBB am Abzweig Hennersdorf West (2009)

Die Strecke wird von Güterzügen, unter anderem aus Richtung Falkenberg/Elster und denjenigen, die in Eilenburg gebildet werden, zum Güterzentrum in Halle (Saale) befahren. Außerdem hat sie zunehmend Bedeutung im Güterverkehr von und nach Osteuropa, deren Verkehrsachse in Falkenberg über Hoyerswerda nach Węgliniec in Polen abzweigt (Bahnstrecke Węgliniec–Roßlau). Nach Fertigstellung der Bauarbeiten zwischen Horka und Hoyerswerda wird der Verkehr laut Bahn-Angaben von heute 40 auf bis zu 160 Güterzüge täglich im Abschnitt Falkenberg–Eilenburg–Halle/Leipzig ansteigen, die Strecke damit zu einer wichtigen internationalen Gütermagistrale.
Die BLG Logistics Group gab im Mai 2011 bekannt, im Bahnhof Falkenberg 10 Millionen Euro in 20 der 40 Gleise zu investieren und diesen als Verschiebebahnhof inklusive Werkstatt für Autotransportgüterzüge von und nach Osteuropa auszubauen. Die Züge verkehren zwischen den Werkstandorten und den Häfen von u. a. Bremerhaven und Cuxhaven.